# 廬山
廬山（ろざん、中国語: 庐山、拼音: Lúshān）は、中国江西省九江市南部にある名山。峰々が作る風景の雄大さ、奇絶さ、険しさ、秀麗さが古より有名で、「匡廬奇秀甲天下」（匡廬の奇秀は天下一である）と称えられてきた（匡廬とは廬山の別名）。廬山国家風景名勝区に指定されているほか、廬山国立公園としてユネスコの世界遺産（文化遺産）に登録されている。また「廬山第四紀氷河地形国家地質公園」としてジオパークにも指定されており、ユネスコ世界ジオパークネットワークにより認定されている。中華人民共和国国家級風景名勝区（1982年認定）、中国の5A級観光地（2007年認定）。

## 概要

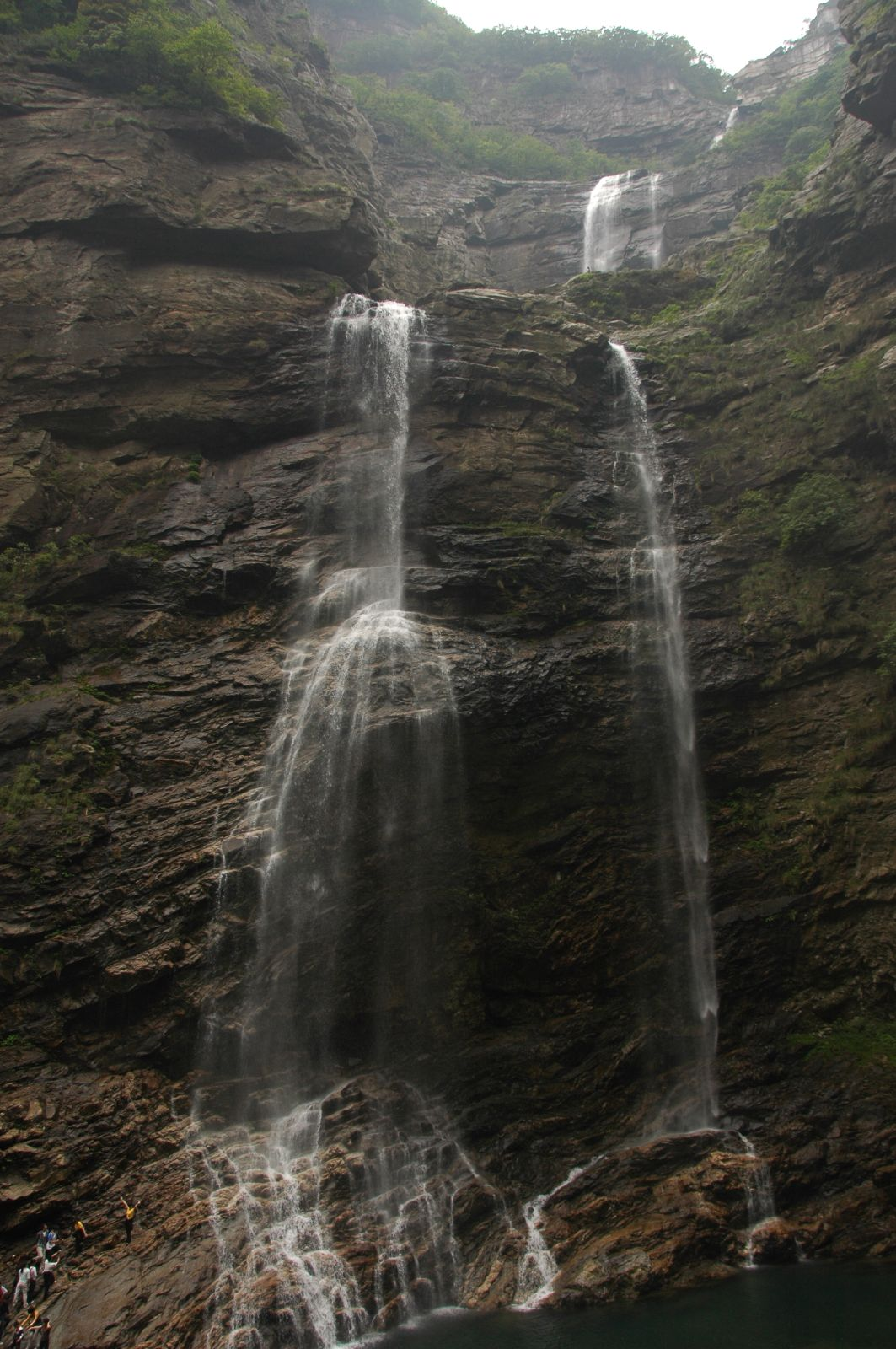
廬山の滝

廬山は、長江や鄱陽湖畔からも見える高山である。東北から西南方向に山並みが伸び、最高峰である漢陽峰は海抜1,474メートルに達し、山脈全体の面積は282平方キロメートルになる（廬山風景区は廬山を中心とした302平方キロメートルが指定されている）。東は鄱陽湖に依り、南は滕王閣を望み、西は京九線が走り、北には長江が流れている。
廬山は、四周を断崖絶壁に囲まれ、近づきがたい雰囲気が漂っているが、山頂付近にある牯嶺一帯には広くて浅い谷（東谷と西谷）があり、雲や霧が漂い渓流が流れ、風景の美しさで知られる保養地になっている。廬山は、莫干山・北戴河・鶏公山とならぶ中国四大避暑地とされている。森林覆蓋率は76.6パーセントに達し、植生の豊かさでも知られる。
廬山は、古より名勝として知られ、東晋の田園詩人で柴桑の人の陶淵明の「飲酒二十首」其の五に
「菊を採る東籬の下、悠然として南山を見る」
と歌われたのをはじめ、李白・白居易ら多くの詩人に歌われている。
また、宗教的な聖山としても古くから名高く、古くは後漢の安世高が住したことで知られ、中でも「虎渓三笑」の故事で知られる、東晋の慧遠が住した東林寺で有名である。
毛沢東ら中国共産党高官も、避暑地である廬山に山荘を構えていた。1959年、廬山で開かれた中国共産党政治局拡大会議（廬山会議）では、国防部長の彭徳懐が追放されるなど、中国現代史の舞台ともなっている。

## 歴史

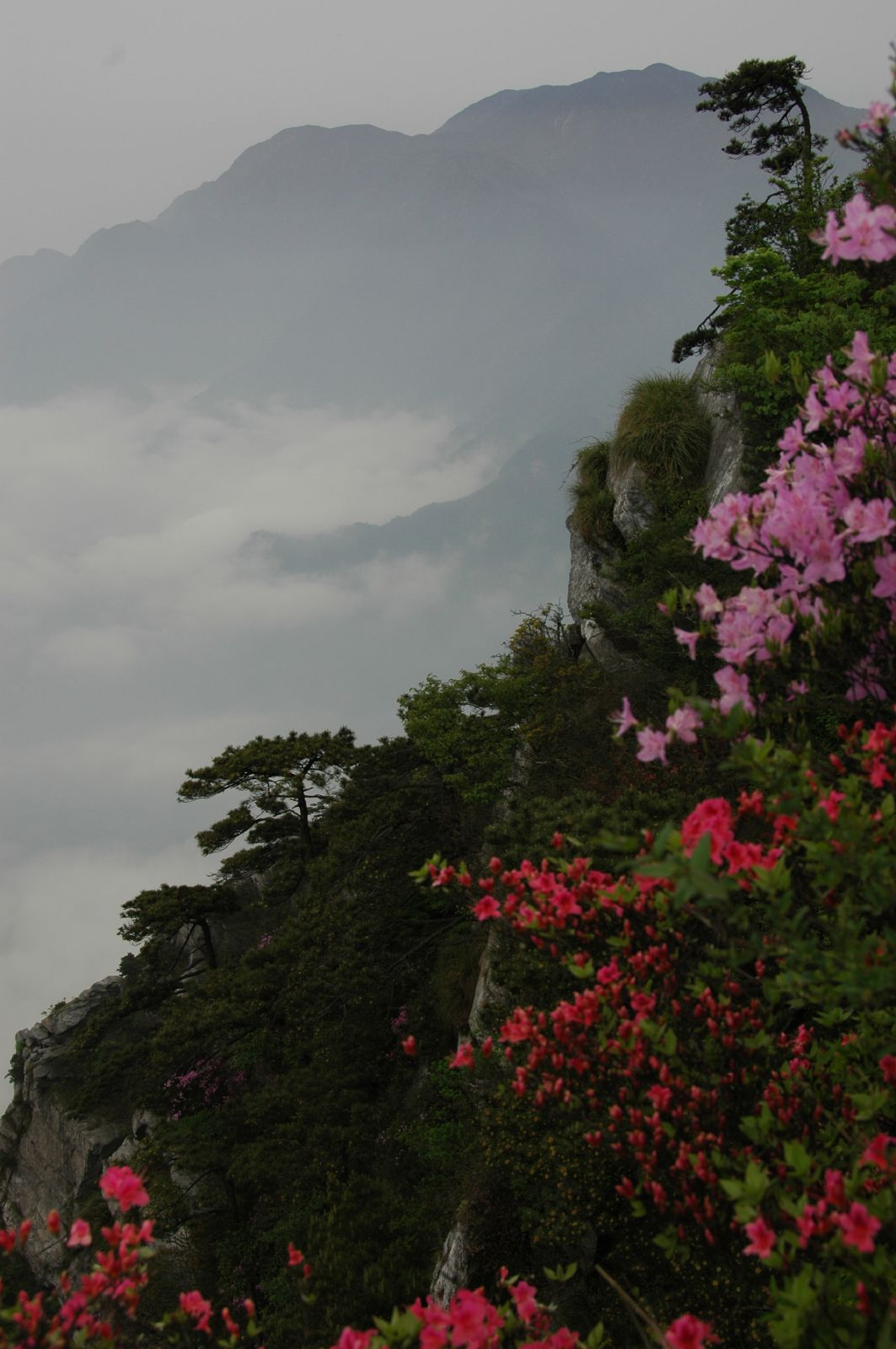
廬山風景

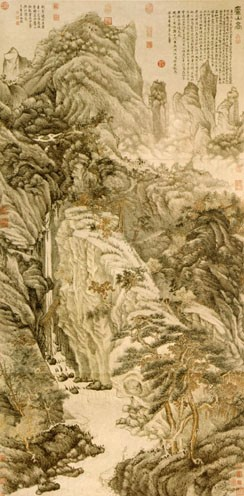
廬山図、沈周画 (1427-1509)

廬山は「蒼潤高逸、秀出東南」と謳われる中国東南部随一の名山であり、中国文化史・宗教史・政治史の上でも独特の地位を占めてきた。また多くの詩人・文学者・画家らが廬山を描いており、中国の山水文化の歴史を凝縮したような存在でもある。東晋以来、廬山を詠んだ詩歌辞賦は4000首を超える。

### 仏教
4世紀、高僧慧遠は廬山に東林寺を建てた。慧遠は太元9年（384年）の来住以来、一生、山外に出ないと誓いを立てたとされ、そのことにちなんだ「虎渓三笑」の説話の舞台もこの山である。また慧遠は蓮池を造り、その池に生える白蓮にちなんだ「白蓮社」と呼ばれる念仏結社を結成したとされ、中国の浄土教の祖とされている。慧遠は中国化された仏教の開創者であり、仏教の中国化と、中国の仏教化という潮流を作りだした。
太平天国の乱で破壊される前、廬山は中国第一の仏教の聖地であり、全盛期には全山に寺廟は三百以上を数えた。

### 文学・芸術
紀元前126年に司馬遷が廬山を登り、廬山を『史記』に書いて以後、無数の文人墨客が廬山を訪れるようになった。その中には、陶淵明・謝霊運・李白・白居易・蘇軾・王安石・黄庭堅・陸游などがいる。彼らは廬山において4000首以上の詩詞を詠み、断崖の400か所以上に摩崖題刻を刻み、数えきれないほどの書画作品、を生み、廬山は「文国詩山」の雅号を享けるようになった。また廬山は中国の山水詩および山水画の発祥地ともなった。詩人の陶淵明は廬山のふもとに住み、生涯廬山を背景にして創作を行い、漢詩の世界に田園詩の伝統を残した。南朝時代には中国の志怪小説の初期の名編の『廬山二女』が廬山を舞台に作られた。
東晋の画家の顧愷之が創作した『廬山図』は、中国絵画史上でも山水画の名作中の名作とされる。顧愷之の「伝神説」は中国絵画の理論上一つの突破を成し遂げたものだが、これは同時代に廬山にいた前述の高僧の慧遠が唱えた「形尽神不滅論」の影響を受けたものという説もある。
唐代の詩人の李白は廬山を五度訪れ、廬山とその周辺で『廬山謠寄盧侍御虚舟』など14首の詩歌を残した。その中の『望廬山瀑布』は、中国古典詩歌の典範ともなっている。詩人の白居易は廬山に「廬山草堂」という庵を築き、『廬山草堂記』を編んだ。宋代の文学家の蘇軾の『題西林壁』にある「不識廬山真面目、只縁身在此山中」の一句は弁証哲理の満ちた名句として知られる。

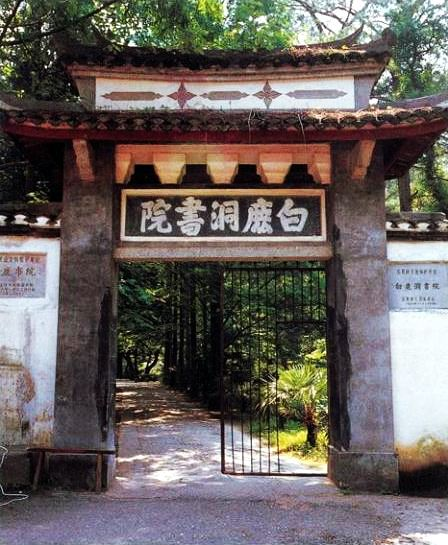
白鹿洞書院

廬山の白鹿洞書院は940年に建てられた書院（私立の学校）である。もとは唐代後期の貞元年間に李渤が隠居して読書した場所だったが、南唐時代に学館が置かれ廬山国学となり、南宋の時代に宋明理学の大家の朱熹（朱子）が拡充し、中国四大書院の筆頭に挙げられるまでになった。中国の近世の700年間、朱子学が研究される拠点となった。

### 避暑地
19世紀末、イギリスのキリスト教宣教師の李徳立（エドワード・セルビー・リトル）は気候の冷涼な廬山山上の牯嶺を避暑地として開発し、小さな教会も建てた。この時代の「西学東漸」の潮流を代表する出来事ととらえられている。20世紀初頭には、牯嶺には二十数カ国から来た宣教師多数が集まり、キリスト教各宗派の欧風の教会堂が建ち並んだ。また中国でも最大規模の避暑地・別荘地がここに形成された。現在では、仏教・道教・イスラム教・カトリック・プロテスタントなど主要な宗教が廬山に拠点を構えている。

### 政治の中心

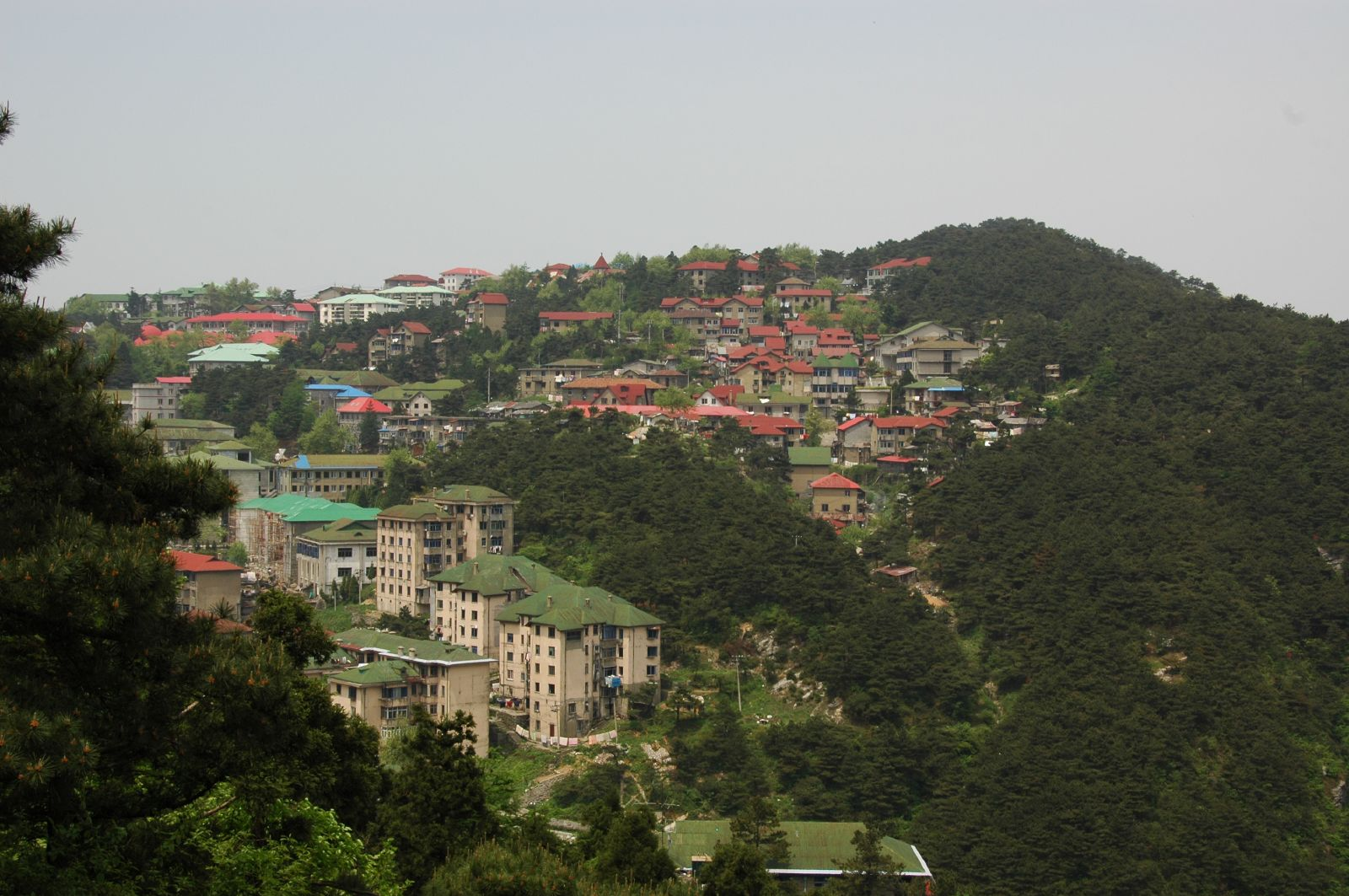
廬山山頂の別荘地帯

避暑地となった廬山には、中国政界の要人らも別荘を持つようになった。1930年代には廬山は南京国民政府の「夏の首都」であった。1937年、蔣介石は廬山で抗日講話を発表し、日本軍との全面抗戦を開始した。中華人民共和国の成立後、毛沢東らは廬山を三度訪れ、中国共産党中央会議をここで開いた。その中でも1959年の廬山会議は大躍進政策の誤りを指摘する彭徳懐に対して会議の場で毛沢東が大批判を繰り広げ、結果失脚に追い込んだことで知られる。

## 地勢
廬山は断層の運動によって地塊が周囲からせりあがった断層地塊山地であり、その中に川・谷・湖沼・峰など多様な相貌をもつ。中国における第四紀の氷河が形成した地形の典型とも評され、この観点からジオパーク（世界地質公園）に指定されている。主峰の漢陽峰（大漢陽峰）は海抜が1,474メートルであるが、その周囲には多数の峰がそびえ、その間に渓谷・断崖絶壁・瀑布・洞窟など複雑な地形が生じている。

### 形成の原因
廬山は約2000万年前のヒマラヤ造山運動の過程で断層活動により地塊が隆起し地塊山地となった。300万年前から1万年前の第四紀氷河時代、廬山の上昇の勢いは強く、さらに多くの断裂構造が幾多の峰々を形成した。廬山が周囲からせりあがる際、周囲は逆に陥没し、鄱陽湖盆地が形成され、その中に鄱陽湖が誕生した。廬山の北部は褶曲構造が主であり、谷と山脈が列をなす地貌が生まれている。南部と北西部は断層が作りだした断崖である。山地の中には幅の広い寬谷と険しく狭い峡谷が形成されており、外周は段丘になっている。断層塊構造により形成された山体は奇峰峻嶺が多く、廬山を多様な峰が連なる群峰構造にしている。

### 気候

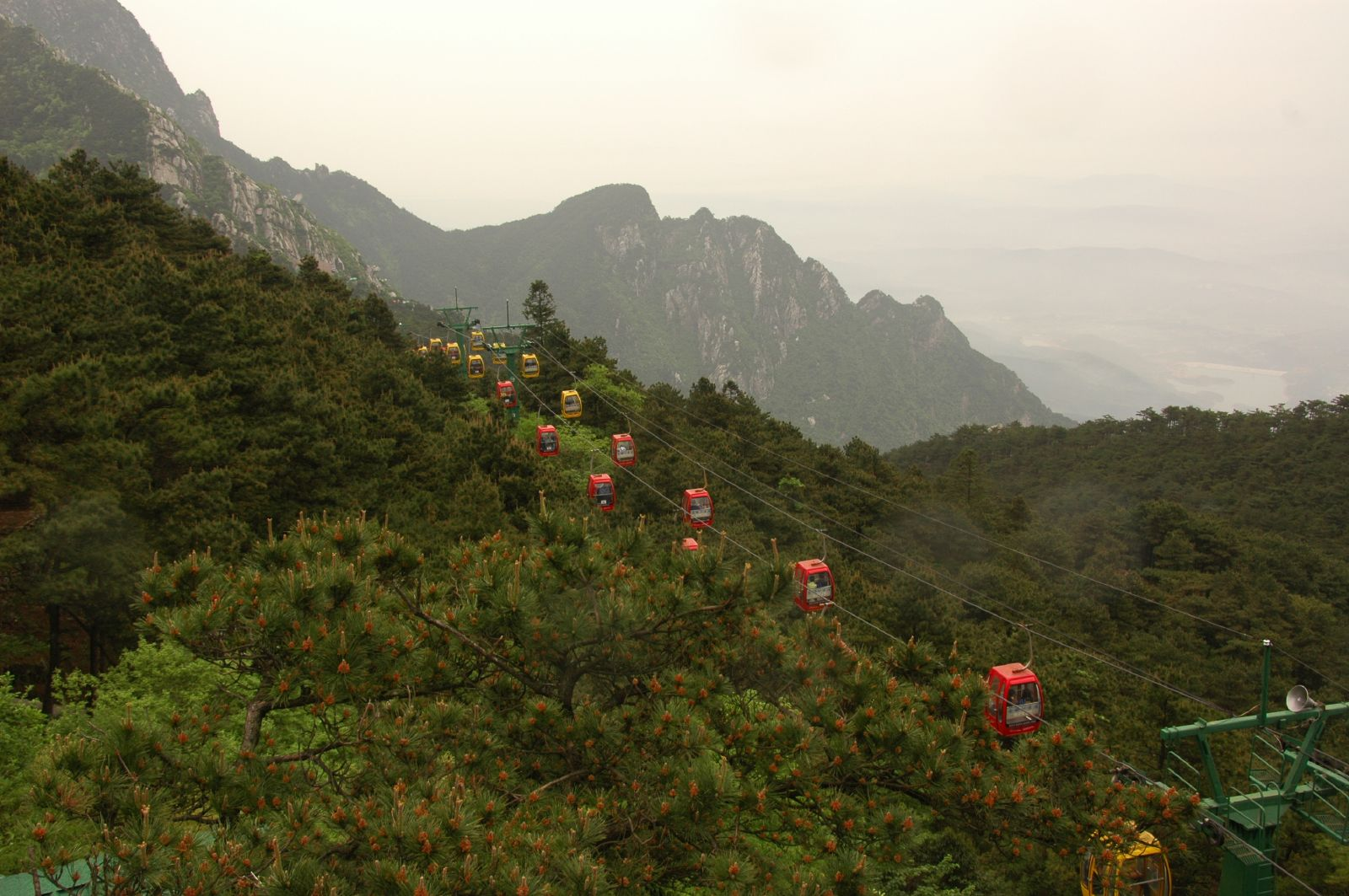
廬山風景（ロープウェイ）

廬山は温暖湿潤気候に属し、モンスーンに強く影響されているため雨量も多い。また冷涼な山地気候の特徴も鮮明に具えている。盛夏にも平均温度は16.9度で、最高温度は32度になったことがある。長江中下流の暑苦しい亜熱帯気候の中では稀有な涼しい気候のため、避暑地としても有名になった。

### 植生
優れた自然条件のため、廬山の植生は豊かで植物が繁茂している。海抜高度が上がるにつれ、地表の水熱状況は垂直分布し、植生も垂直分布している。山麓から山頂にかけて、常緑広葉樹林から落葉広葉樹林へと移り変わる姿が見られる。不完全な統計であるが、廬山の植物は210科、735属、1720種あるとされ、温帯・熱帯・亜熱帯など様々な地域の植物が分布する。

### 水文
廬山に刻まれた谷や溝を多数の川が流れ、断崖部分で多数の瀑布になっている。水流は河谷の発達を進め山を削ってゆく。著名な滝には三畳泉瀑布があり、落差は155メートルに達する。

### 名産
廬山の特産品としては茶（雲霧茶）が有名で、霧の多い冷涼な気候が良い茶を育てている。

## 主な見どころ

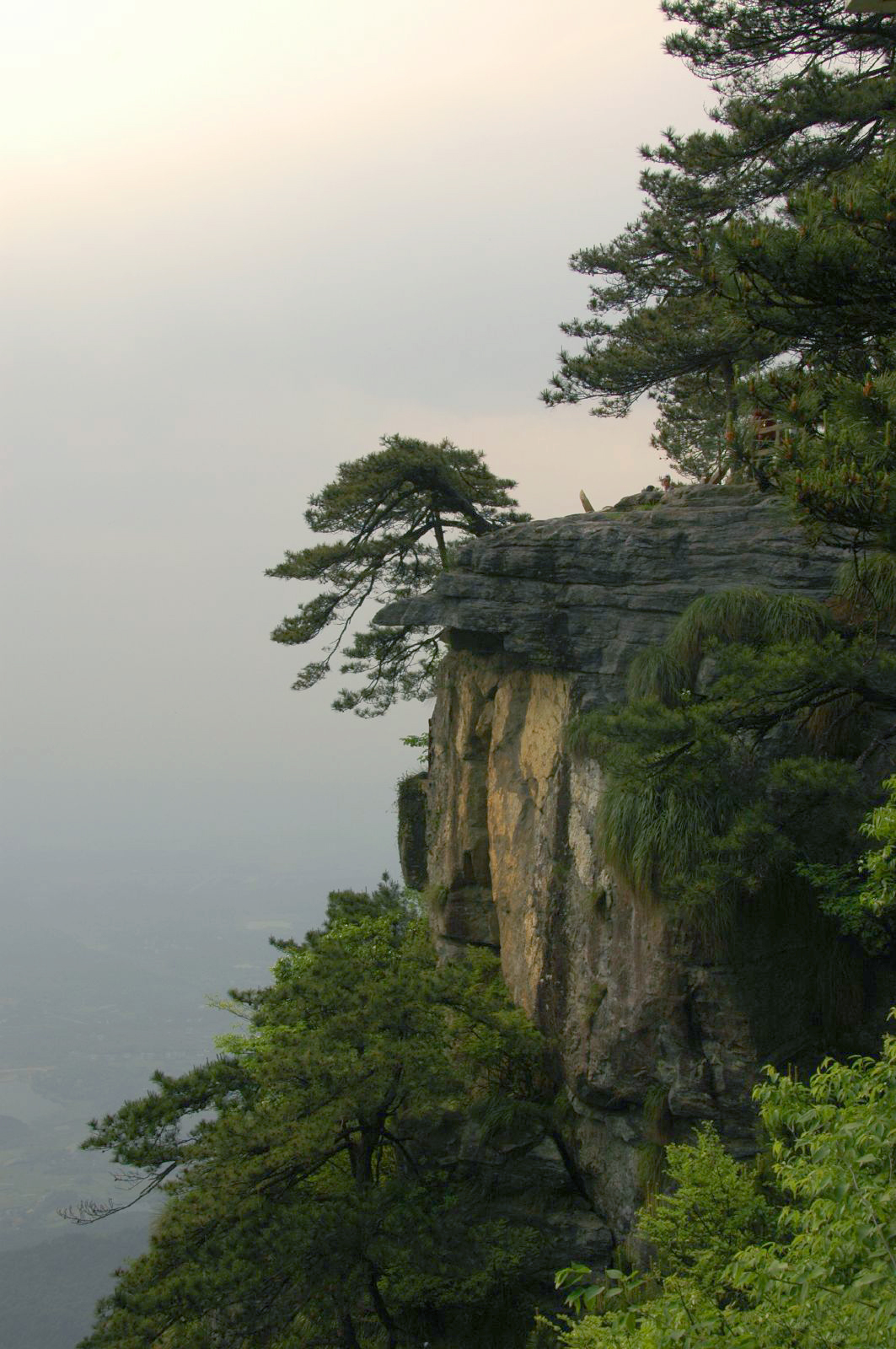
廬山風景

- 五老峰: 海抜1,436メートルの奇岩の峰。形が、五人の老人が座っているように見えることからきている。
- 漢陽峰: ピラミッド状の形をした廬山の主峰で江西省最高峰。海抜1,474メートル。
- 香炉峰: 白居易の詩の一節（「香炉峰の雪は簾を撥げて看る」）や『枕草子』への引用などで知られる。
- 三畳泉: 落差155メートルの大きな滝。
- 龍首崖: 空中に突き出した崖。明代の寺院・天池寺の跡地に近い。
- 含鄱口: 五老峰と太乙峰の間の谷間。鄱陽湖に面しているため、湖からの水蒸気がここで霧となって峰々を覆い隠している。

### 香炉峰
香炉峰と呼ばれる山は中国各地に香炉山 (北京市)など数々あるが（二つの峰の間の稜線がU字型で寺廟の入り口に置かれる「大香炉」の下部の形に似ている山をいうので）、廬山には香炉峰と呼ばれる峰が四座ある。廬山北部の東林寺のすぐ南に北香炉峰、廬山南部に秀峰寺（古名：開先寺）の後ろに南香炉峰、同北部の呉障嶺に小香炉峰、凌霄峰の南西に香炉峰である。このうち、南香炉峰が李白の詩「望廬山瀑布」にも詠まれた峰と一般にはされている。そのため、現在の中国で廬山の香炉峰はたいてい南を指す。
一方で北香炉峰が、白居易の詩の一節に「香炉峰の雪は簾を撥げて看る」と詠まれて、清少納言の『枕草子』に引用されていて日本人にもおなじみの峰である。また、北香炉峰のそばには昔巨大な滝があったとされ、他の文化的伝統資料からも李白の詩の香炉峰もこちらであるとする説が日本にはある。

### 伝統宗教（三教）の聖地
- 仙人洞: 八仙のひとりである呂洞賓が、修行の末に仙人になったとされる洞窟。
- 東林寺: 384年創建の中国浄土教の開創地。明末の戦乱、太平天国の乱、文化大革命などで破壊されてきたが、修復が進んでいる。
- 白鹿洞書院: 朱子学の拠点となってきた書院。「海内第一書院」と称えられる。

### 避暑地
- 牯嶺街: 廬山山上の避暑・別荘地。キリスト教教会・洋風の別荘・商店などが建ち並ぶ市街地。
- 美廬: 牯嶺にある19世紀末のイギリス風別荘で、蔣介石・宋美齢夫妻や毛沢東も使用した。
- 廬山植物園: 中国近代植物学の先駆者の胡先驌らが1934年に開園。
- 花径: 白居易も訪れた大林寺の跡地。牯嶺街からほど近い公園として整備され湖もある。
- 蘆林湖: 1954年から建設された人工湖で、牯嶺の別荘地の水源であり景勝地でもある。
- 廬山会議旧跡: 国民党が1930年代後半に学習場・会議場として建てた中国風の殿閣。中国共産党もたびたび会議を開き、現在では廬山会議紀念館となっている。

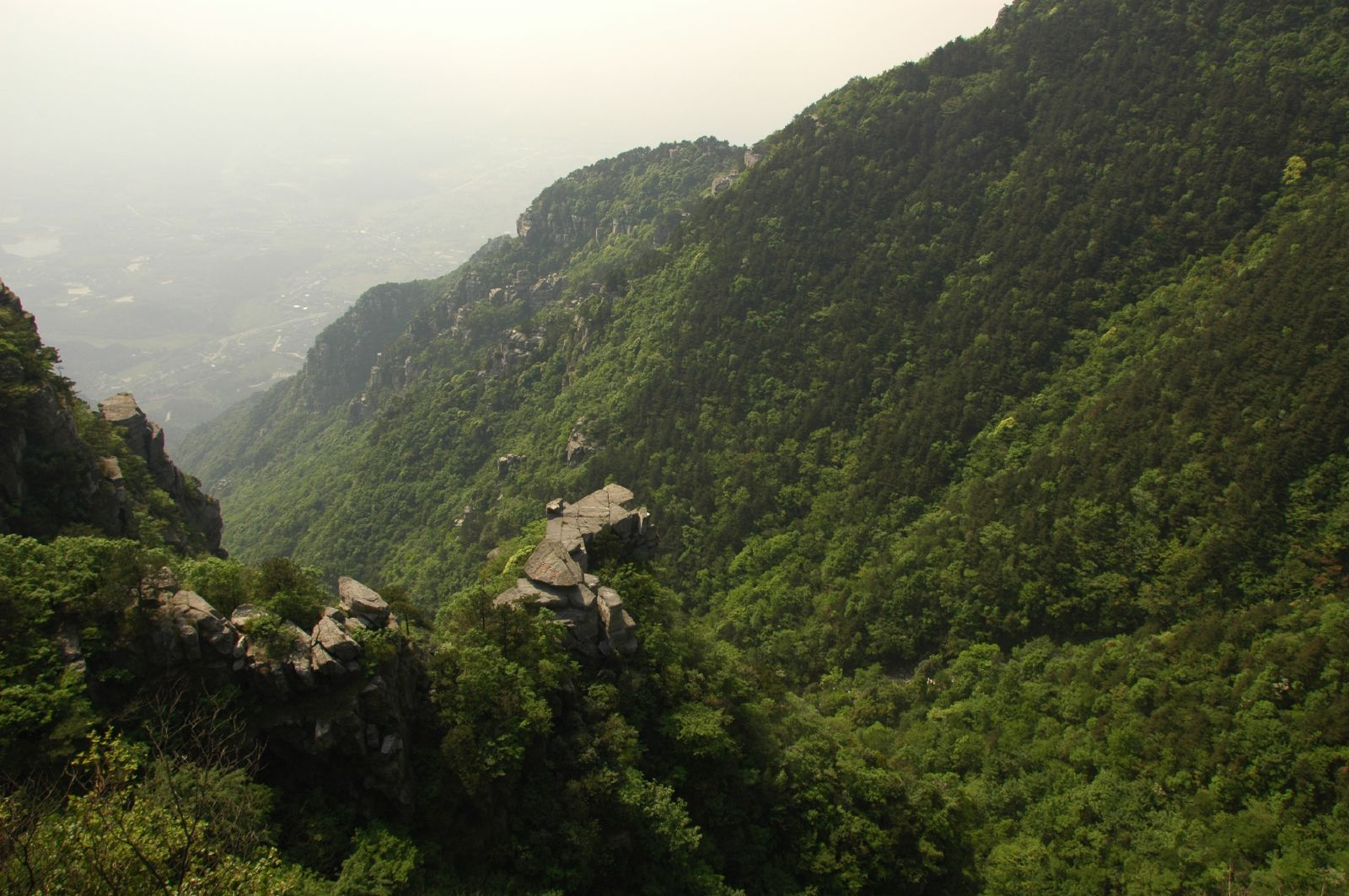
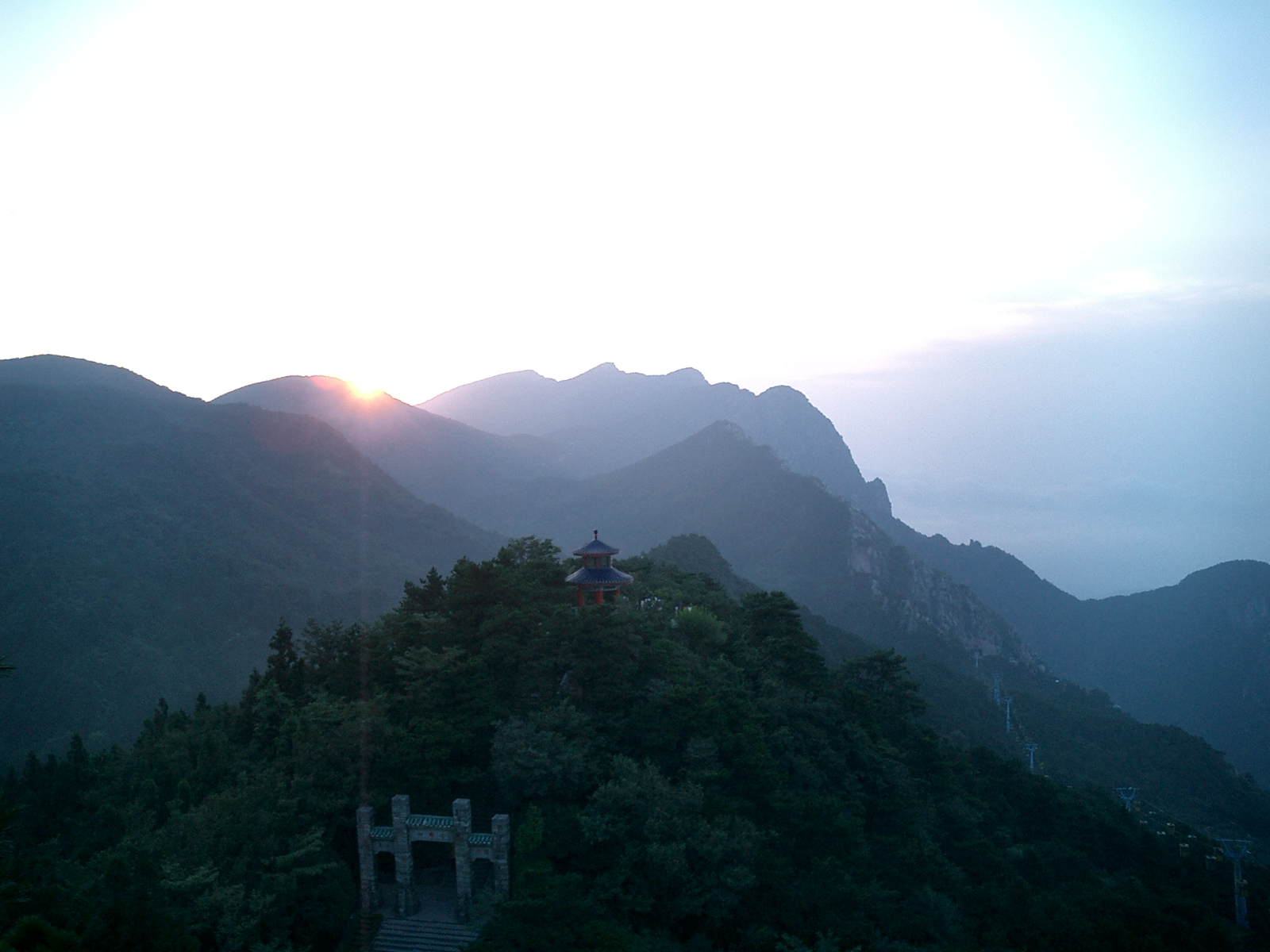
廬山の日の出
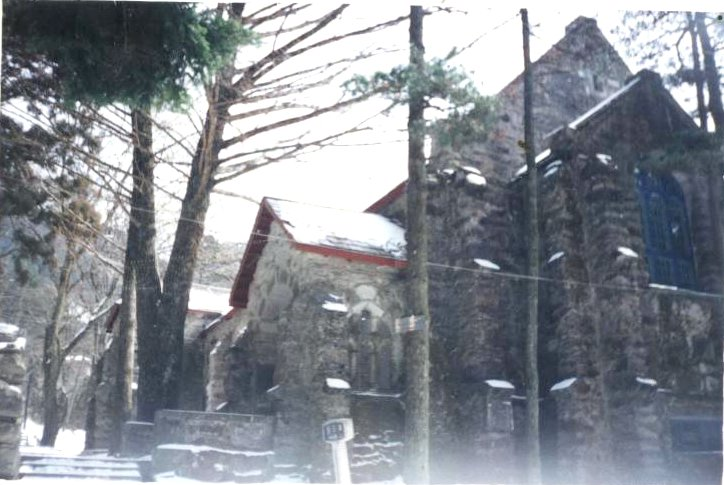
廬山の古い教会
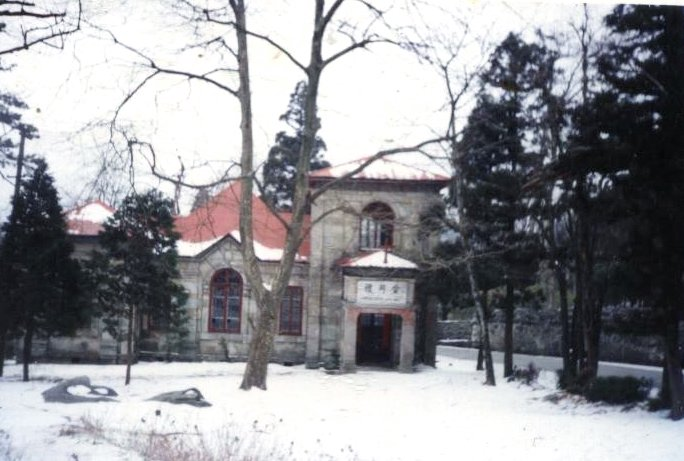
廬山の別の教会
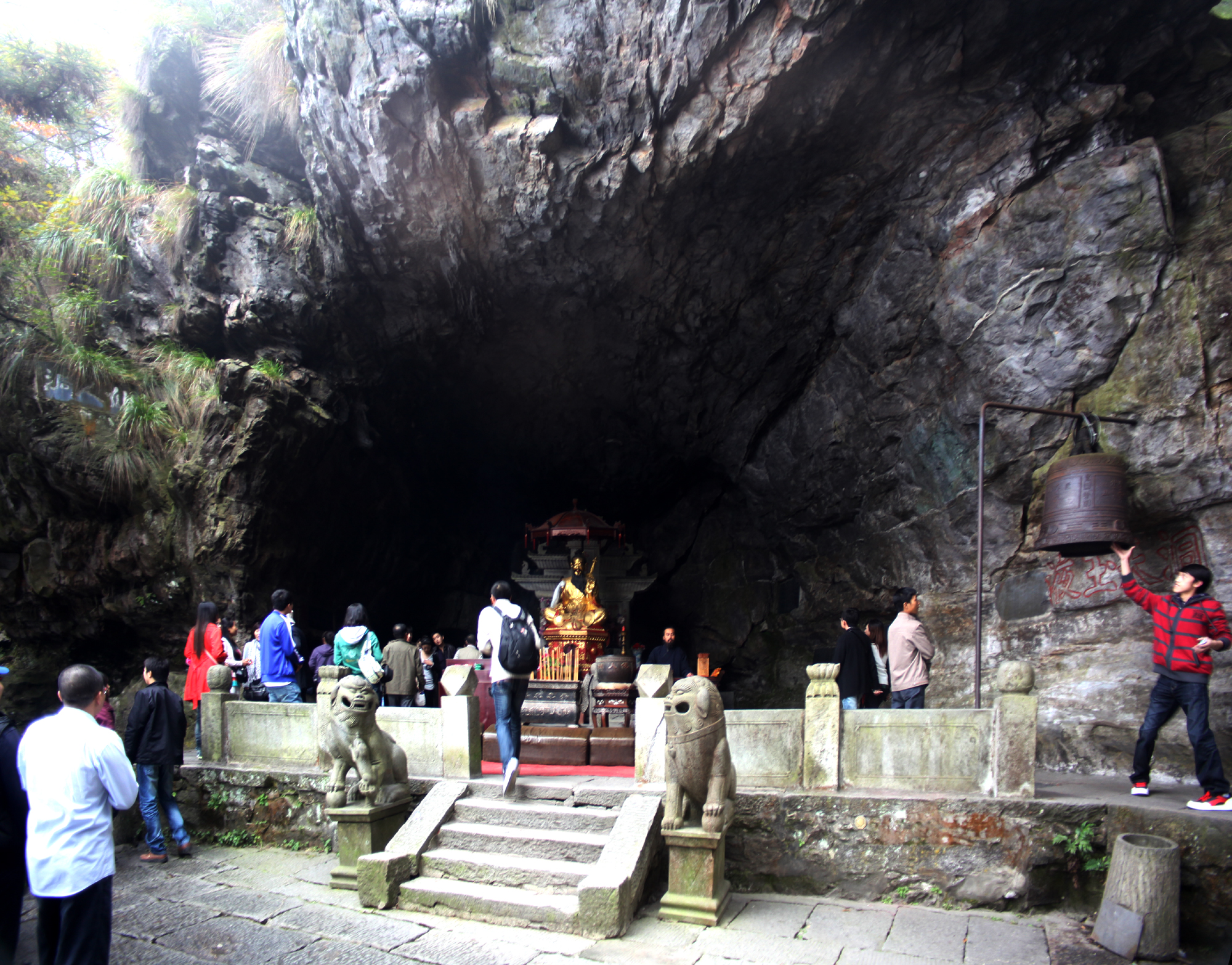
廬山仙人洞
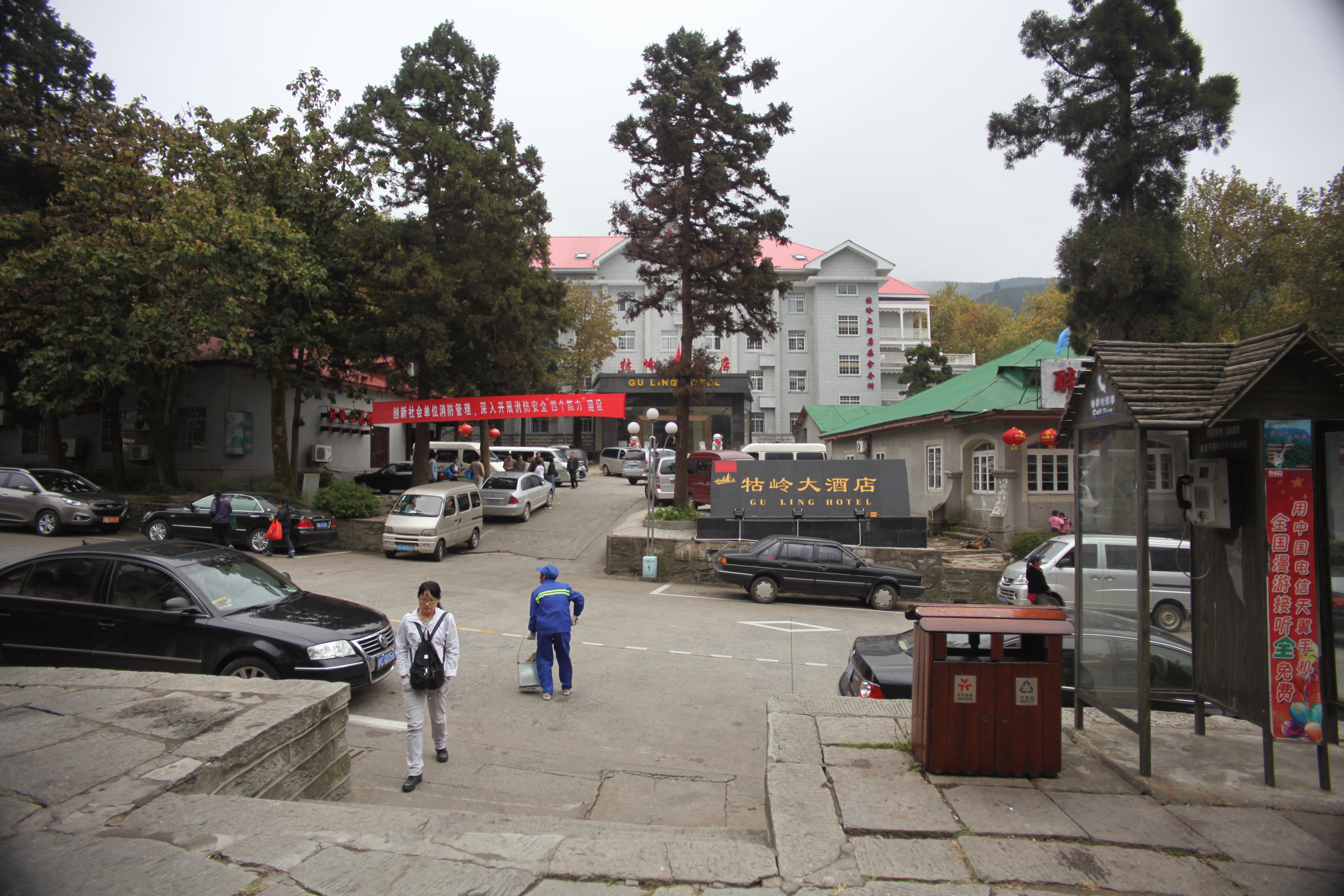
廬山牯嶺街
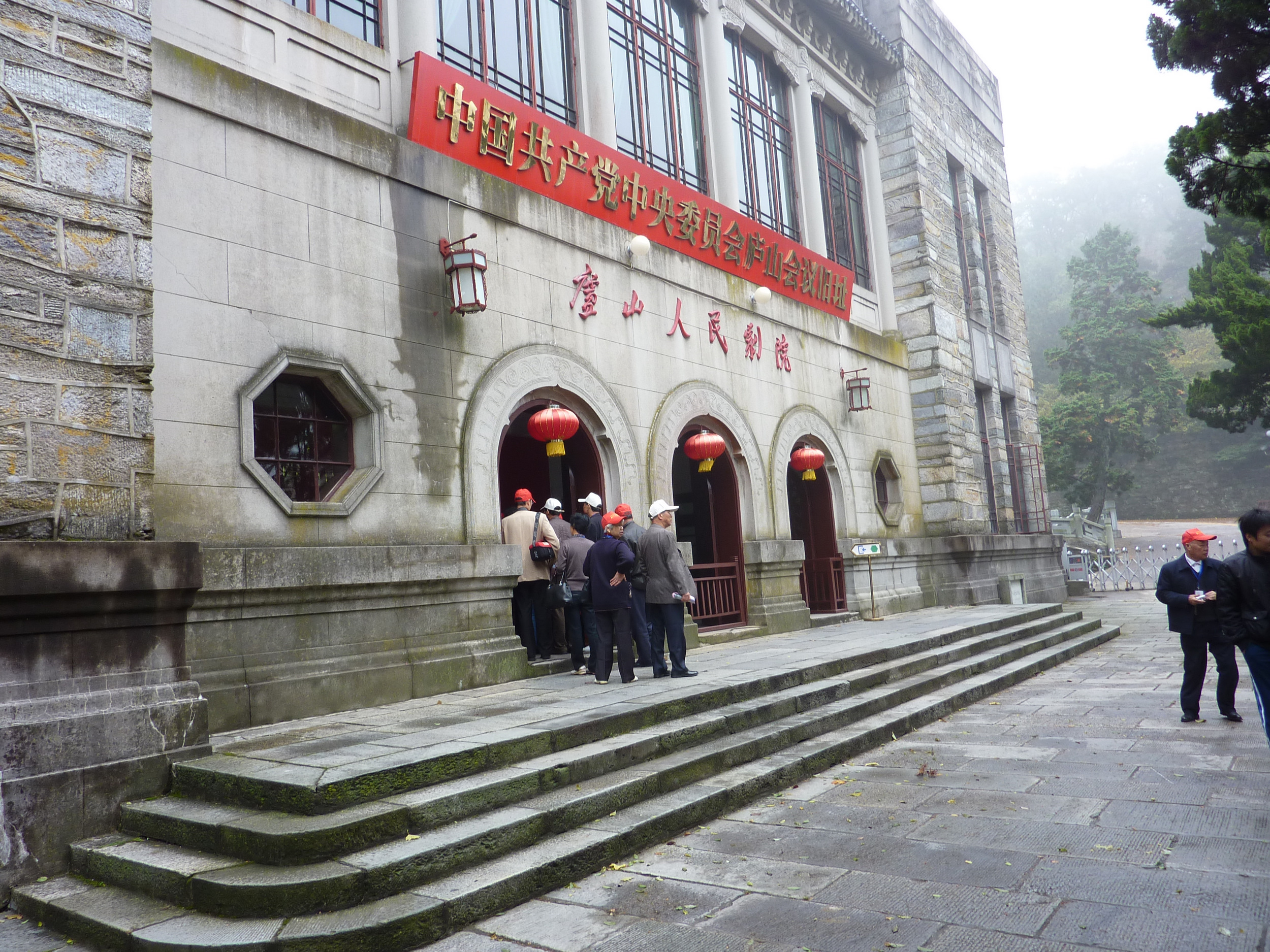
廬山会議旧跡
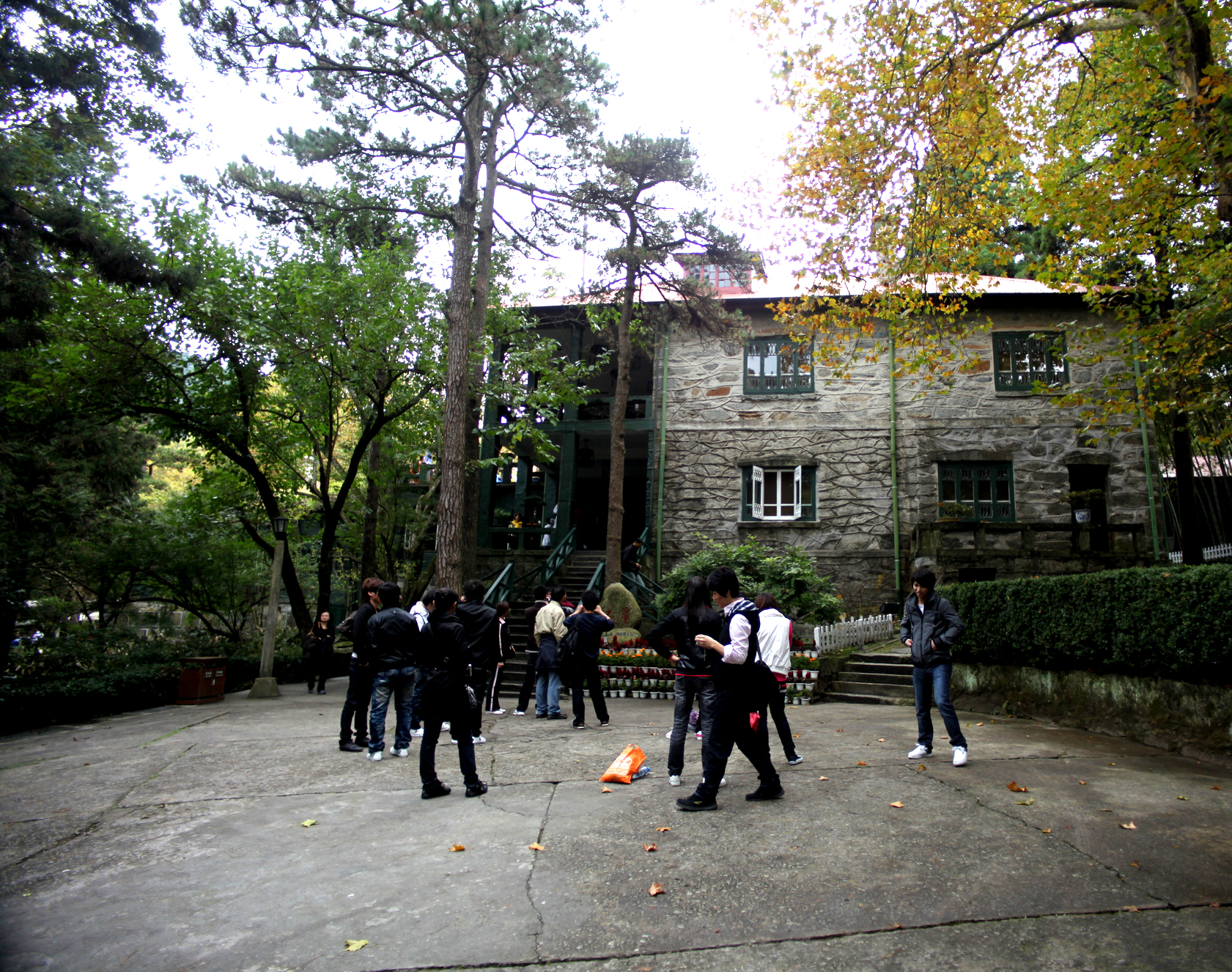
美廬。蔣介石・宋美齢夫妻や毛沢東も使用した
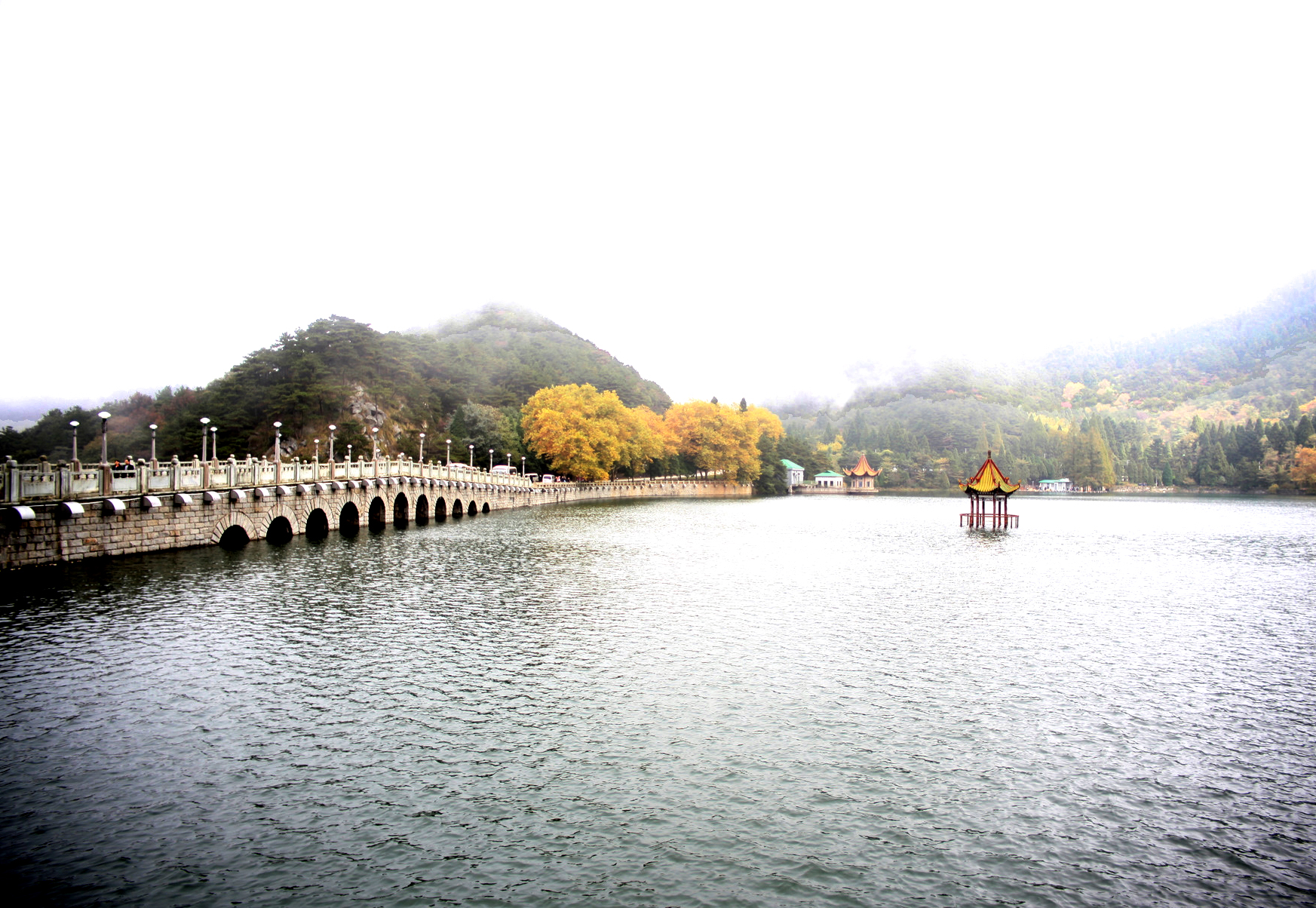
蘆林湖

## 登録基準
この世界遺産は世界遺産登録基準のうち、以下の条件を満たし、登録された（以下の基準は世界遺産センター公表の登録基準からの翻訳、引用である）。
- (2) ある期間を通じてまたはある文化圏において、建築、技術、記念碑的芸術、都市計画、景観デザインの発展に関し、人類の価値の重要な交流を示すもの。
- (3) 現存するまたは消滅した文化的伝統または文明の、唯一のまたは少なくとも稀な証拠。
- (4) 人類の歴史上重要な時代を例証する建築様式、建築物群、技術の集積または景観の優れた例。
- (6) 顕著で普遍的な意義を有する出来事、現存する伝統、思想、信仰または芸術的、文学的作品と直接にまたは明白に関連するもの（この基準は他の基準と組み合わせて用いるのが望ましいと世界遺産委員会は考えている）。